# Xanadu Hills
Die Xanadu Hills sind ein aus Hügeln bestehender Gebirgskamm in den Denton Hills im ostantarktischen Viktorialand. Sie ragen bis zu 820 m hoch zwischen dem Ward Valley und dem Alph River auf.
Das New Zealand Geographic Board benannte sie 1994 nach dem fiktiven Ort Xanadu aus dem Gedicht Kubla Khan des englischen Dichters Samuel Taylor Coleridge (1772–1834).